# Influence des prophètes sur la spiritualité carmélitaine

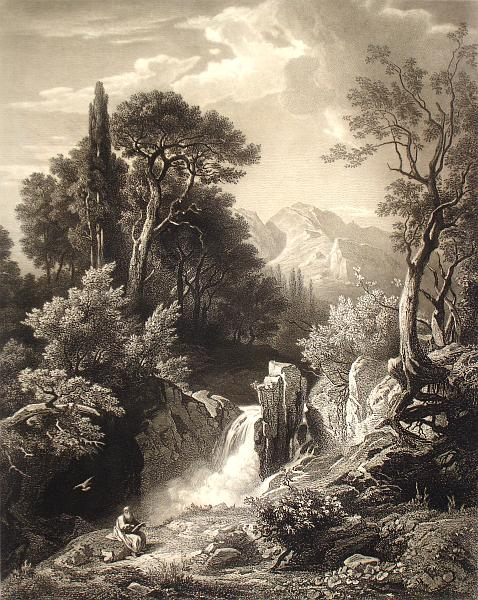
Élie dans la grotte du Kerith, gravure de Johann Wilhelm Schirmer, XIX.

Fondé en Palestine, sur les pentes du mont Carmel, l'Ordre du Carmel est issue d'une spiritualité inspirée par les prophètes de l'Ancien Testament, en particulier Élie et Élisée. Constituée au départ d'ermites anonymes, la communauté s'oriente ensuite, après quelques décennies vers un ordre monachique classique, sans pour autant renier ses racines contemplatives, ni la paternité spirituelle de ces prophètes juifs, toujours considérés comme les « pères fondateurs de l'ordre », malgré l'anachronisme. 
Les réformes successives de l'ordre n'ont pas effacé la mémoire de ces prophètes dont la spiritualité, comme la paternité est toujours revendiquée dans l'Ordre du Carmel.

## Historique de l'Ordre

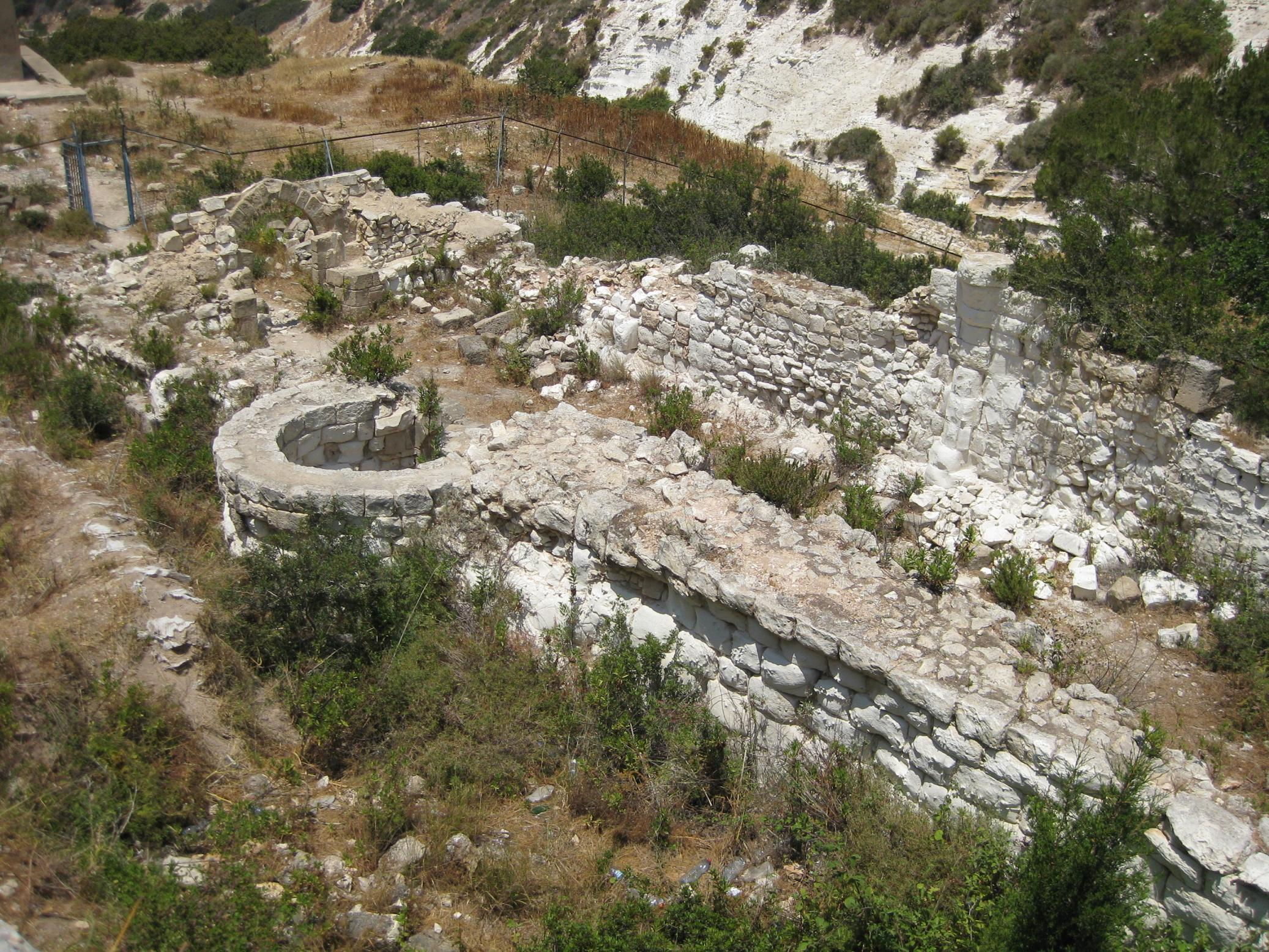
Ruines de la première église Notre-Dame du Mont-Carmel (XII) sur les pentes du mont Carmel.

L'Ordre du Carmel est fondé au XIIe siècle sur les pentes du mont Carmel par des ermites chrétiens d'occident souhaitant vivre « suivant l'héritage spirituel des prophètes Élie et Élisée », cette première communauté s'oriente vers une spiritualité contemplative. Mais la fuite de ces ermites en Occident (du fait de la reconquête de la Palestine par Saladin et ses successeurs) oblige ces ermites à réorganiser leur communauté et leur mode de vie. Devenus moines en Europe, ils s'orientent vers une vie monachique classique en zone urbaine, comme le font alors d'autres ordres mendiants (les franciscains ou les dominicains). Cette évolution entraine de vives tensions qui perdureront un certain temps entre les tenants d'une vie érémitique et contemplative, ou ceux d'une vie monachique et apostolique. Les défenseurs de la branche « contemplative » se raccrochent régulièrement à « l'expérience spirituelle d’Élie » tant dans la grotte au torrent du Kerith que celle sur le Sinaï.
La mitigation de la règle au XVe siècle entraine une réduction du temps consacré à l'oraison, mais aussi des critiques et des divisions entre les moines (tenants d'une plus grande rigueur de vie religieuse). Il s'ensuit de nombreuses tentatives de réformes visant à ramener à l'oraison les frères dans les couvents, dont la réforme thérésienne qui amènera quelques décennies plus tard à la scission de l'ordre en deux branches (les Grands Carmes et les Carmes déchaux) qui toutes deux conservent Élie et Élisée comme « pères fondateurs ».

## Les prophètes

### Élie, le père de l'ordre

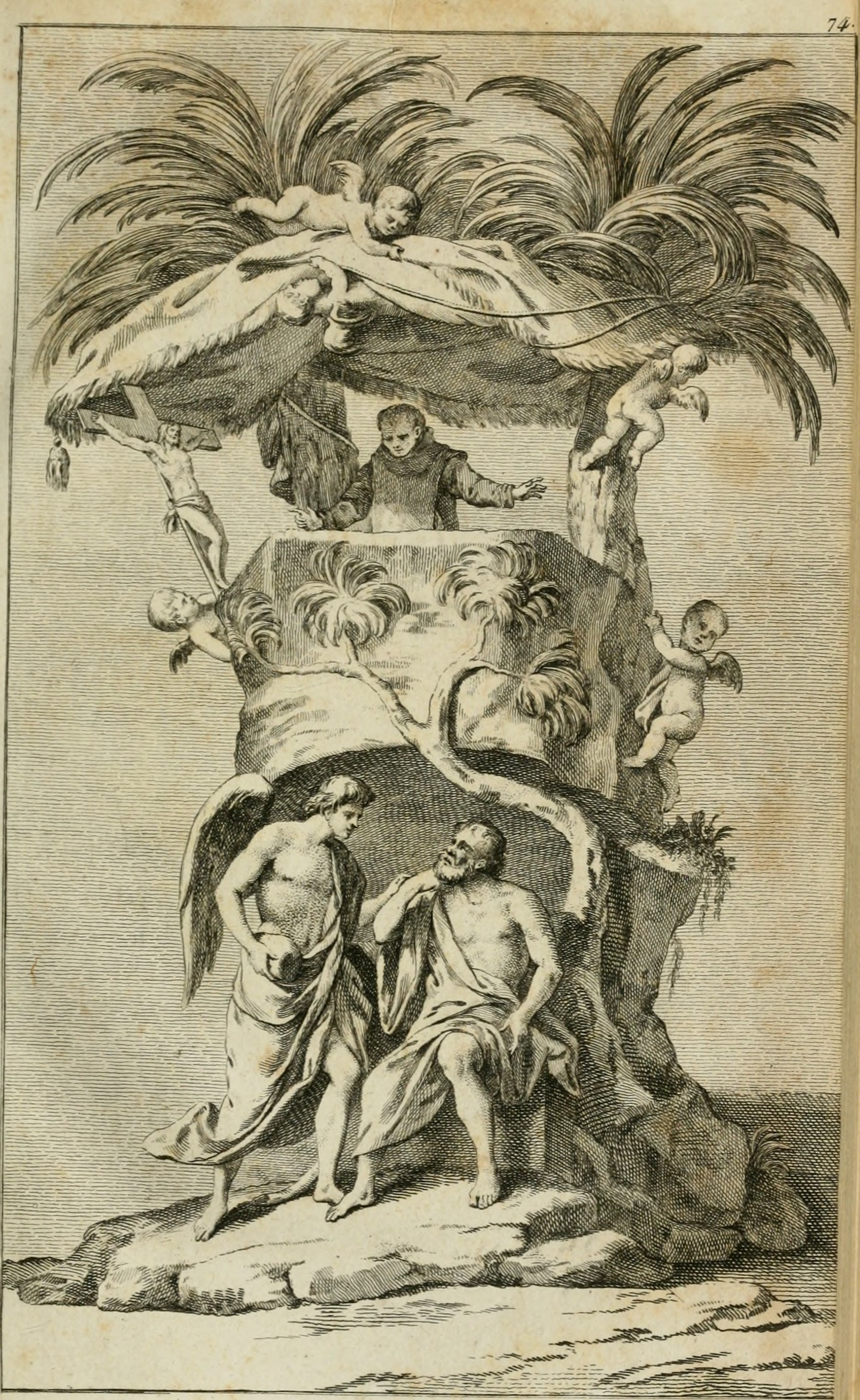
Le prophète Élie représenté sous la chaire d'un carme du XVIIIe siècle

#### Père de l'Ordre

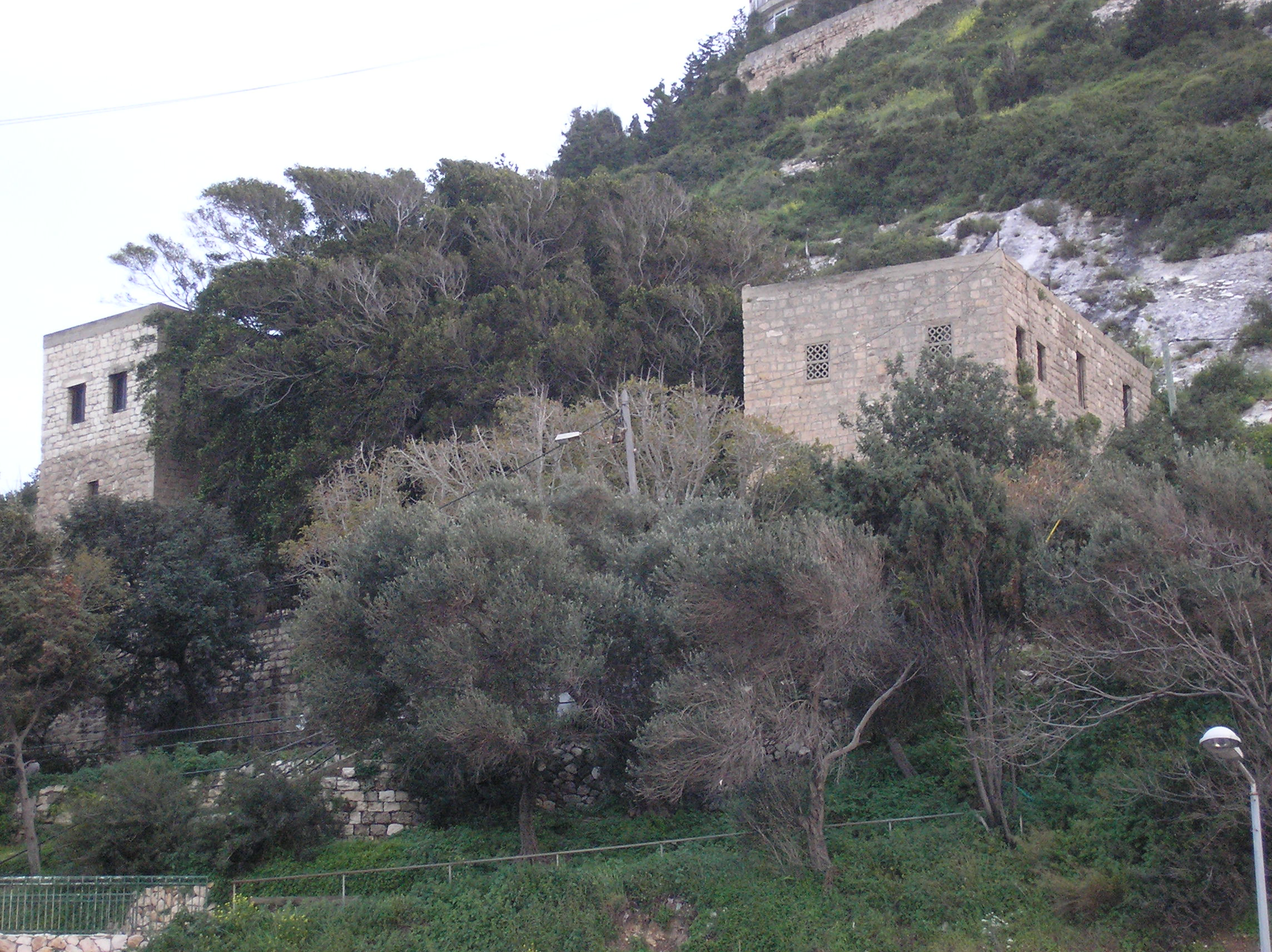
Grotte d’Élie sur le mont Carmel.

Élie a été choisi par les premiers ermites du mont Carmel comme le « père spirituel » (et fondateur) de l'ordre,. Contrairement à d'autres ordres monachiques fondés par des moines chrétiens charismatiques, ce nouvel ordre religieux est fondé par des ermites anonymes dont même les premiers responsables sont mal connus.
Ces premiers ermites s'installent sur le lieu même de vie et d'action d’Élie (le mont Carmel), essayant de le rejoindre dans son cheminement spirituel :
- Sa vie cachée dans la grotte au torrent de Kerith (1R 17 ,3-6), sa marche vers Dieu à l'Horeb (1R 19,8), son humilité lors de sa sortie vers Dieu (Élie se prosterne et se couvre le visage[4]), sa rencontre dans le « fin silence » (1R 19,12-13) qui résument tous le programme de recherche et de la rencontre de Dieu, pour ces premiers ermites (comme pour les membres de l'Ordre du Carmel aujourd'hui)[5].
- Le mont Carmel est aussi le lieu de l'affrontement et de la victoire d'Élie sur les prêtres de Baal (1R 18,19-40)[6]. Sur cette même montagne, Élie, après sa victoire sur les prêtres de Baal, va humblement et silencieusement prier Dieu pour demander la pluie bienfaisante (1R 18,42-44).

Reprenant jusqu'au mode de vie (réel ou imaginé) du prophète, ces ermites s'inscrivent dans une continuité historique (ils se veulent ses héritiers et successeurs), géographique (ils sont sur la montagne citée dans la Bible) et spirituelle (ils méditent les passages bibliques parlant d’Élie),,. Lors de leur retour en Occident, les premiers carmes vont avoir de grands débats sur « l'orientation à prendre pour l'ordre ». Certains ouvrages comportant des méditations sur l'expérience d’Élie rappelleront et encreront l'Ordre naissant dans la spiritualité du prophète.

#### Le blason de l'Ordre

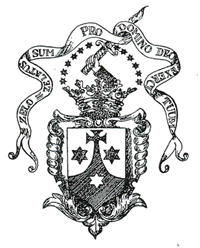
Blason de l'ordre des Carmes déchaux

Élie est présent jusque dans le blason de l'ordre du Carmel. Les carmes y reprennent deux versets bibliques ancrés sur ce prophète :
- la devise écrite en latin autour du blason « Zelo zelatus sum pro Domino Deo Exercituum » (Je suis rempli d'un zèle jaloux pour le Seigneur Sabaoth) 1 Rois 19,10
- la main brandissant une épée flamboyante rappelle la victoire d’Élie sur les prêtres de Baal sur le mont Carmel (1 Rois 18,22-40) ainsi que le verset biblique : « Le prophète Élie se leva comme un feu, sa parole brûlait comme une torche » (Ecclésiaste 48,1).

Dans des versions plus simplifiées (ou plus épurées) de ce blason, ces deux éléments peuvent cependant être omis.

#### Le protecteur de l'ordre
Au XIVe siècle, le vénérable Jean de Hildesheim, qui fut serviteur de saint Pierre Thomas, a témoigné dans son ouvrage le Speculum Carmeli que Pierre Thomas lui avait révélé avoir eu une vision de la Vierge Marie, lui assurant que l'ordre du Carmel ne disparaitrait pas (et serait toujours présent à la fin des temps). La Vierge lui aurait indiqué que cette promesse avait été faite par le Christ lui-même, à la demande expresse d’Élie « le premier Patron de l'Ordre » lors de la Transfiguration.
Cette promesse, en plein Moyen Âge, n'était pas insignifiante car plusieurs ordres mendiants avaient été supprimés et fusionnés à d'autres ordres majeurs (lors du deuxième concile de Lyon en 1274).
Élie, père spirituel du Carmel, et donc considéré depuis très longtemps comme « le protecteur de l'Ordre », au côté de la Vierge Marie.

### Élisée

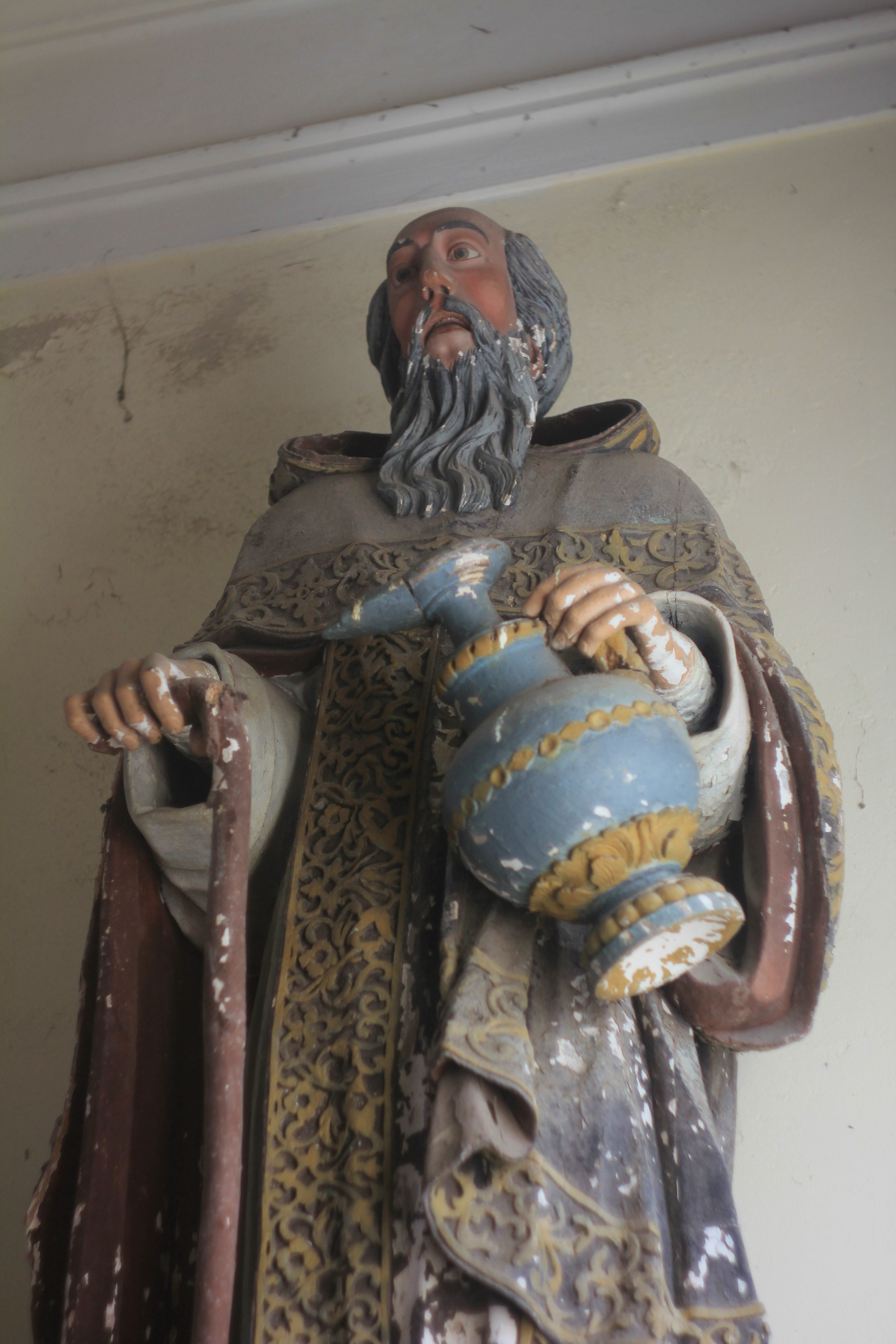
Statue d’Élisée dans la chapelle Saint-Pierre (Port-Louis).

Après le prophète Élie, Élisée est le second (et dernier) père de l'Ordre du Carmel issu des prophètes de l'Ancien Testament. Sa vie et sa spiritualité nourrissent la prière et servent de modèle aux membres de l'Ordre :
- Élisée est appelé à suivre Élie (1R 19,19-21) et reçoit sur ses épaules le manteau du prophète
- Il part à la suite d’Élie pour le suivre et le servir[9]. Il est celui qui « versait l'eau sur les mains d’Élie » (2R 3,11)
- Élisée demande et reçoit la « double part »[N 10] de l'esprit d’Élie au moment de son enlèvement (2R 2,13). L'esprit d’Élie repose sur lui (2R 2,15).

Au XVIIe siècle, des carmes viennent établir sur les pentes du mont Carmel le monastère Stella Maris et célèbrent des offices dans la « grotte d’Élie ». Cette grotte devient successivement une mosquée, puis une synagogue. Mais le 14 juin, la communauté carmélitaine établie sur le mont Carmel a obtenu l'autorisation de venir célébrer la fête d’Élisée dans la grotte,.

### Célébrations liturgiques
Élie et Élisée n'ont pas été « officiellement » canonisés par l’Église catholique. Mais ils sont considérés comme saints, et donc une date leur est consacrée dans le calendrier, mais cette fête est optionnelle (non inscrite au calendrier officiel, elle est laissée à la liberté des fidèles).
Dans l'Ordre du Carmel le 20 juillet, la fête de saint Élie a rang de fête (fête obligatoire), donnant lieu à l'indulgence plénière.
Élisée est célébré (dans l'ordre) le 14 juin, en qualité de prophète, avec rang de mémoire facultative.

### L'école des prophètes

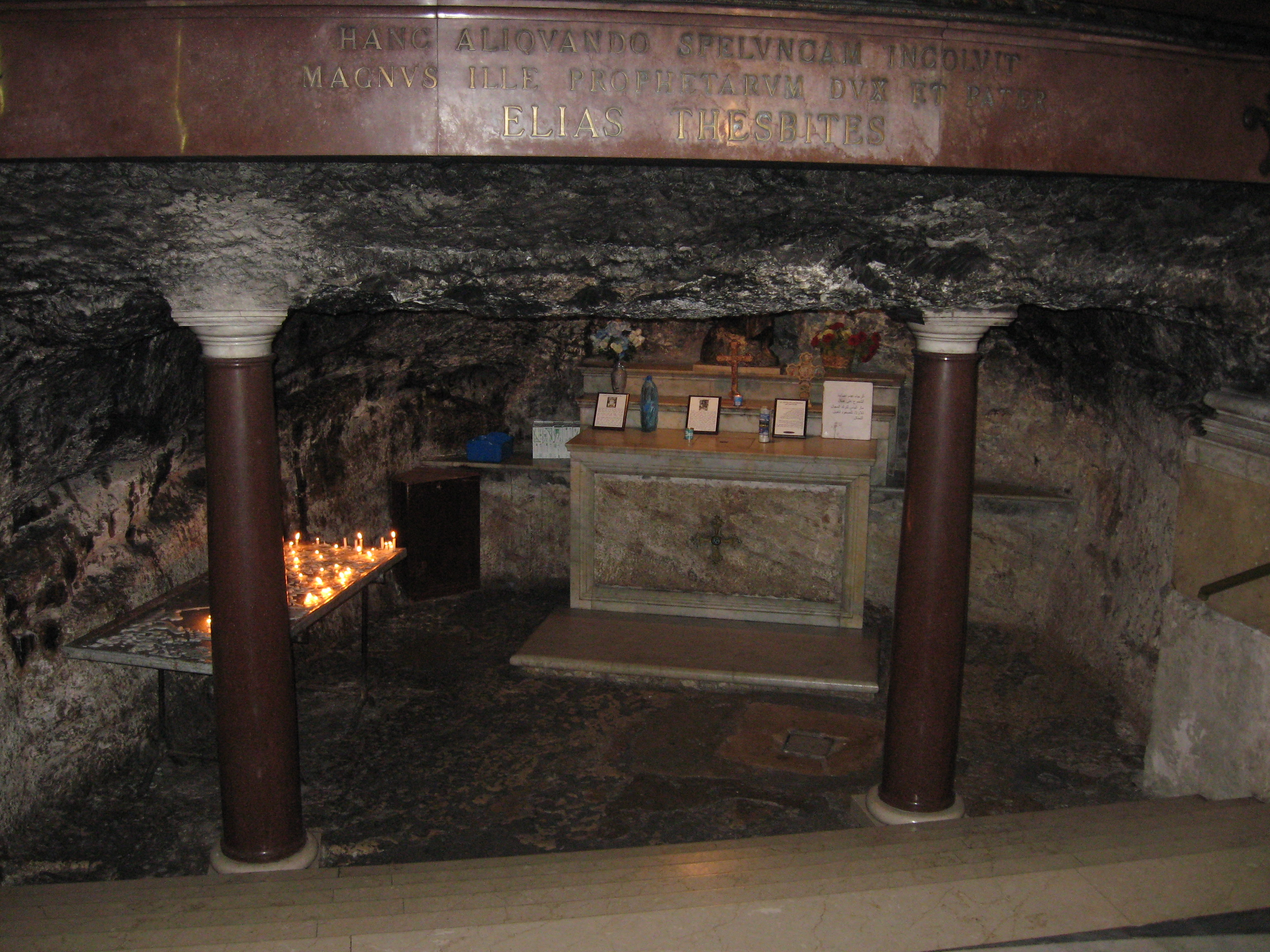
Intérieur de la grotte d’Élie aujourd'hui

Selon une tradition établie depuis le Moyen Âge, sur le mont Carmel, Élie aurait établi une « école des prophètes » dans une grotte, où, de génération en génération, l'enseignement de sa spiritualité se serait transmis ... jusqu'au XIIe siècle où les premiers ermites carmes auraient hérité de cet enseignement,. Cette « tradition », défendue avec force par les premiers carmes au cours du Moyen Âge, n'est appuyée sur aucun élément historique et a été contestée très tôt par divers religieux d'autres ordres. Elle n'en marque cependant pas moins la spiritualité carmélitaine et l'importance que l'ordre du Carmel a mis pour installer et restaurer depuis le XVIIe siècle un monastère sur le mont Carmel ainsi que de conserver un accès à la « grotte d’Élie », pour y prier. Ce lieu est d'ailleurs partagé par des religieux juifs, chrétiens et musulmans.
D'autres légendes se rapportent à cette grotte, comme la visite par la Sainte Famille durant la fuite en Égypte. Ces « traditions orales » (non prouvées historiquement), augmentent encore l'importance symbolique et religieuse du lieu pour les chrétiens (et les carmes),.
En dehors de cette grotte, d'autres grottes ont été utilisées (selon la tradition) par des prophètes. C'est l'une d'elles, appelée « grotte des disciples d’Élie », qui a servi de base au père Prosper du Saint-Esprit pour fonder le monastère Stella Maris au XVIIe siècle, sur le mont Carmel. Cette grotte est toujours intégrée au monastère.

## L'érémitisme dans le Carmel aujourd'hui
Après la réforme thérésienne et la création de la branche des carmes déchaux, plusieurs responsables carmes déchaux, mettent en place des « saints déserts » : petits ermitages destinés aux moines de l'ordre pour qu'ils y passent un temps de retraite érémitique (généralement de quelques mois). Aujourd'hui encore, l'Ordre du Carmel compte plusieurs saints déserts destinés à ses membres. Pour le père Thomas de Jésus (1564-1627), ces ermitages n'ont pas vocation à « isoler le carme du monde », mais à l'ouvrir à la mission d'évangélisation et le renforcer (en vue de l'apostolat),.
A la fin du XXe siècle, les Grands carmes fondent une branche érémitique : les ermites de la Bienheureuse Vierge Marie du Mont Carmel. Ces ermites reprennent le mode de vie des premiers carmes sur le mont Carmel, ainsi que leur première règle de vie, la Règle de saint Albert, écrite en 1209,.